# جيراردو كاريرا
جيراردو كاريرا (بالإسبانية: Gerardo Carrera)‏ هو لاعب كرة قدم إسباني في مركز الهجوم، ولد في 5 مارس 1987 في خيخون في إسبانيا. لعب مع نادي ألكوركون ونادي باراكالدو ونادي بونتيفيدرا ونادي ديبورتيفو طليطلة ونادي سيستاو ريفر ونادي لاس بالماس ونادي مالقا.

## وصلات خارجية
- جيراردو كاريرا على موقع قاعدة بيانات كرة القدم.إي يو (الإنجليزية)
- جيراردو كاريرا على موقع Soccerway.com (الإنجليزية)